# Kotwa
Kotwa é uma vila no distrito de Varanasi, no estado indiano de Uttar Pradesh.

## Geografia
Kotwa está localizada a 25° 01′ N, 81° 19′ L. Tem uma altitude média de 145 metros (475 pés).

## Demografia
Segundo o censo de 2001, Kotwa tinha uma população de 12,411 habitantes. Os indivíduos do sexo masculino constituem 53% da população e os do sexo feminino 47%. Kotwa tem uma taxa de literacia de 39%, inferior à média nacional de 59.5%: a literacia no sexo masculino é de 47% e no sexo feminino é de 30%. Em Kotwa, 23% da população está abaixo dos 6 anos de idade.